# 徐龙乡
徐龙乡，是中华人民共和国四川省甘孜藏族自治州得荣县下辖的一个乡镇级行政单位。

## 行政区划
徐龙乡下辖以下地区：
张仁村、鱼波村、顶叶村、呷校村、扎荣村、布中村、徐麦村、尼中村、宗绒村和莫丁村。